# Allemant (Aisne)
Allemant é uma comuna francesa na região administrativa de Altos da França, no departamento Aisne. Estende-se por uma área de 5,13 km². Em 2010 a comuna tinha 179 habitantes (densidade: 34,9 hab./km²).